# Michael Sharpe (Mediziner)
Michael Sharpe (M.A., M.R.C.P., M.R.C.Psych.) ist ein britischer Mediziner und Professor für psychologische Medizin an der Oxford University. Zuvor war er bereits Professor an der University of Edinburgh. Seine Forschung konzentriert sich auf die Integration von körperlicher und psychischer Gesundheitsversorgung im Sinne einer ganzheitlichen Medizin.
Als einer der Hauptverantwortlichen der umstrittenen PACE-Studie geriet Sharpe in die Kritik, die Ergebnisse der Studie zugunsten eines Nutzens der kognitiven Verhaltenstherapie und der abgestuften Aktivierungstherapie (Graded Exercise Therapy) zur Behandlung des Chronischen Fatigue-Syndroms (ME/CFS) manipuliert bzw. verfälschend dargestellt und dadurch zur Etablierung kontraproduktiver Therapieverfahren für die Erkrankung beigetragen zu haben.

## Karriere
Michael Sharpe studierte experimentelle Psychologie am Corpus Christi College Oxford und Medizin am Corpus Christi College Cambridge. Er wurde in Oxford in Psychiatrie ausgebildet und wurde klinischer Tutor in der Universitätsabteilung. Von 1997 bis 2011 war Sharpe Professor für psychologische Medizin an der University of Edinburgh. Seine Posten in Oxford trat er im September 2011 an.
Sharpe ist Fellow des Saint Cross College in Oxford und Honorarprofessor an der University of Edinburgh. Er ist Honorary Consultant in Psychological Medicine und Trust Lead in Psychological Medicine am Oxford University Hospitals NHS Foundation Trust und Berater des Oxford Health NHS Foundation Trust. Zudem ist Sharpe President-Elect der Academy of Consultation-Liaison Psychiatry und Vizepräsident der European Association of Psychosomatic Medicine. 2009 wurde er vom Royal College of Psychiatrists als „Psychiatric Academic of the Year“ und 2014 als „Psychiater of the Year“ ausgezeichnet. Für die Jahre 2022 bis 2023 wurde Sharpe zum Präsidenten der European Association of Psychosomatic Medicine gewählt.

## Kontroverse um PACE-Studie
Sharpe war einer der drei Hauptverantwortlichen der PACE-Studie (PACE Trial) und Mitglied des PACE Trial Steering Committee und der PACE Trial Management Group. Die PACE-Studie war eine zwischen 2006 und 2011 durchgeführte klinische Studie, die den therapeutischen Nutzen von kognitiver Verhaltenstherapie, abgestufter Aktivierungstherapie (Graded Exercise Therapy) und adaptivem Pacing (Energiemanagement durch Schonung) mit fachärztlicher Versorgung bei Patienten mit Chronischem Fatigue-Syndrom (ME/CFS) verglich. Die Autoren der Studie kamen dabei zu dem Ergebnis, dass sowohl die kognitive Verhaltenstherapie als auch die abgestufte Aktivierungstherapie mäßig wirksame Behandlungen für ME/CFS seien und gaben an, dass beide Behandlungsformen bei über 20 Prozent der Betroffenen zu einer vollständigen Remission der Erkrankung führten.
Die Studie wurde nach Erscheinen in The Lancet sowohl von internationalen Experten als auch von Betroffenenverbänden kritisch rezipiert. Ein wesentlicher Kritikpunkt war dabei die Verwendung der von Sharpe selbst mitentwickelten Oxford-Kriterien zur Diagnose von ME/CFS, welche im Gegensatz zu den damals bereits veröffentlichten Kanadischen Konsenskriterien diagnostisch sehr weit gefasst waren und zentrale Merkmale des Krankheitsbildes (u. a. die Verschlechterung der Symptomatik nach körperlicher oder geistiger Anstrengung) außer Acht ließen. Aus diesem Grund sehen es Kritiker als wahrscheinlich an, dass ein Teil der zugelassenen Studienprobanden nicht von ME/CFS, sondern von anderen Krankheitsbildern betroffen war. Zudem wichen Sharpe und seine Mitautoren von den in ihrem Protokoll angegebenen Methoden im Verlauf der Studie ab, ohne diese Änderungen bzw. deren Auswirkungen auf die berichteten Ergebnisse hinreichend zu erläutern.
Aufgrund von Widersprüchen in der Analyse der PACE-Studie reichte der Psychologe James Coyne einen Antrag auf Zugang zu den Rohdaten der Studie ein, welcher vom King’s College London zurückgewiesen wurde. Auch weigerten sich Sharpe und seine Kollegen, die Daten der Studie für eine unabhängige erneute Analyse zu teilen, aufgrund von Bedenken, dass „Patienten durch die Veröffentlichung ihrer Daten persönlich identifiziert werden könnten“. Ein offener Brief an The Lancet, welcher von über 100 prominenten ME/CFS-Experten unterzeichnet wurde, forderte „eine unabhängige Neuanalyse der Studiendaten auf individueller Ebene mit angemessenen Sensitivitätsanalysen“. Die Herausgabe der anonymisierten Rohdaten wurde schließlich 2016 durch ein gerichtliches Urteil erwirkt; eine Berufung der Studienautoren wurde vom Gericht abgewiesen.
Unabhängige Reanalysen durch internationale Experten zeigten, dass die PACE-Autoren die ursprünglichen Maßstäbe zur Beurteilung des gesundheitlichen Fortschritts im Verlauf der Studie zugunsten eines Nutzens von kognitiver Verhaltenstherapie und gestufter Aktivierungstherapie stark gelockert hatten. Die manipulierten Beurteilungsmaßstäbe bewirkten dabei einen ausgedehnten Normalbereich, was zur Folge hatte, dass Patienten statistisch als genesen galten, obwohl sie sich gegen Ende der Studie in einem körperlichen Zustand befanden, der vergleichbar war mit Patienten, die unter kongestiver Herzinsuffizienz litten. Selbst eine objektive Zustandsverschlechterung wurde dadurch als Behandlungserfolg gewertet. Die tatsächlichen Erfolgsraten bei Anwendung von kognitiver Verhaltenstherapie und gestufter Aktivierungstherapie waren – anders als von Sharpe und seinen Mitautoren angegeben – statistisch nicht signifikant.
Trotz der umfassenden methodischen Mängel und der nachweislichen Manipulation wurde die PACE-Studie nie von The Lancet zurückgezogen. Die Studie beeinflusste weltweit offizielle Behandlungsempfehlungen zu ME/CFS. Vor allem einflussreiche Psychiatrieverbände in Großbritannien haben trotz umfassender gegenteiliger Belege daran festgehalten, dass ME/CFS keine organische Erkrankung, sondern eine funktionelle, somatoforme Störung sei, die mit Psychotherapie und Aktivierungsstrategien erfolgreich behandelt werden könne.
In einer Debatte des britischen Parlaments im Jahr 2018 wurde die PACE-Studie als „einer der größten Medizinskandale des 21. Jahrhunderts“ bezeichnet.
Sharpe selbst distanzierte sich nie von der Studie. In einem Interview von 2019 bezeichnete er die Kritik an seiner Arbeit als „Diskreditierungskampagne“ und gab an, dass er sich mittlerweile aus der ME/CFS-Forschung zurückgezogen habe.

## Veröffentlichungen (Auswahl)
- 1995, Mayou R, Bass C, Sharpe M. (Eds). Treatment of Functional Somatic Symptoms. Oxford University Press.
- 1999, Wessely S, Sharpe M, Hotopf M. Chronic Fatigue and its Syndromes. Oxford University Press.
- 2000, Campling F. and Sharpe M. Chronic Fatigue Syndrome (CFS/ME). The Facts. Oxford University Press.
- 2003, Mayou R, Sharpe M, Carson A. (Eds). ABC of Psychological Medicine (ABC Series). Wiley-Blackwell.
- 2003, Distinguishing Malingering from Psychiatric Disorders (book chapter), in Malingering and Illness Deception. New York: Oxford University Press.
- 2006, Campling F. and Sharpe M. Living with a Long-term Illness: The Facts. Oxford University Press.